# Brochiraja albilabiata
Brochiraja albilabiata е вид хрущялна риба от семейство Arhynchobatidae.

## Разпространение и местообитание
Видът е разпространен в Нова Зеландия (Северен остров).
Среща се на дълбочина от 900 до 1000 m, при температура на водата около 5,7 °C и соленост 34,5 ‰.

## Описание
На дължина достигат до 64,6 cm.